# Коккамыс
Коккамыс (каз. Көкқамыс) — упразднённое село в Бокейординском районе Западно-Казахстанской области Казахстана. Входило в состав Муратсайского сельского округа. Код КАТО — 275439300. Ликвидировано в 2013 г.

## Население
В 1999 году население села составляло 146 человек (75 мужчин и 71 женщина). По данным переписи 2009 года, в селе проживало 11 человек (6 мужчин и 5 женщин).